# Chachmei Lublin Jeschiwa

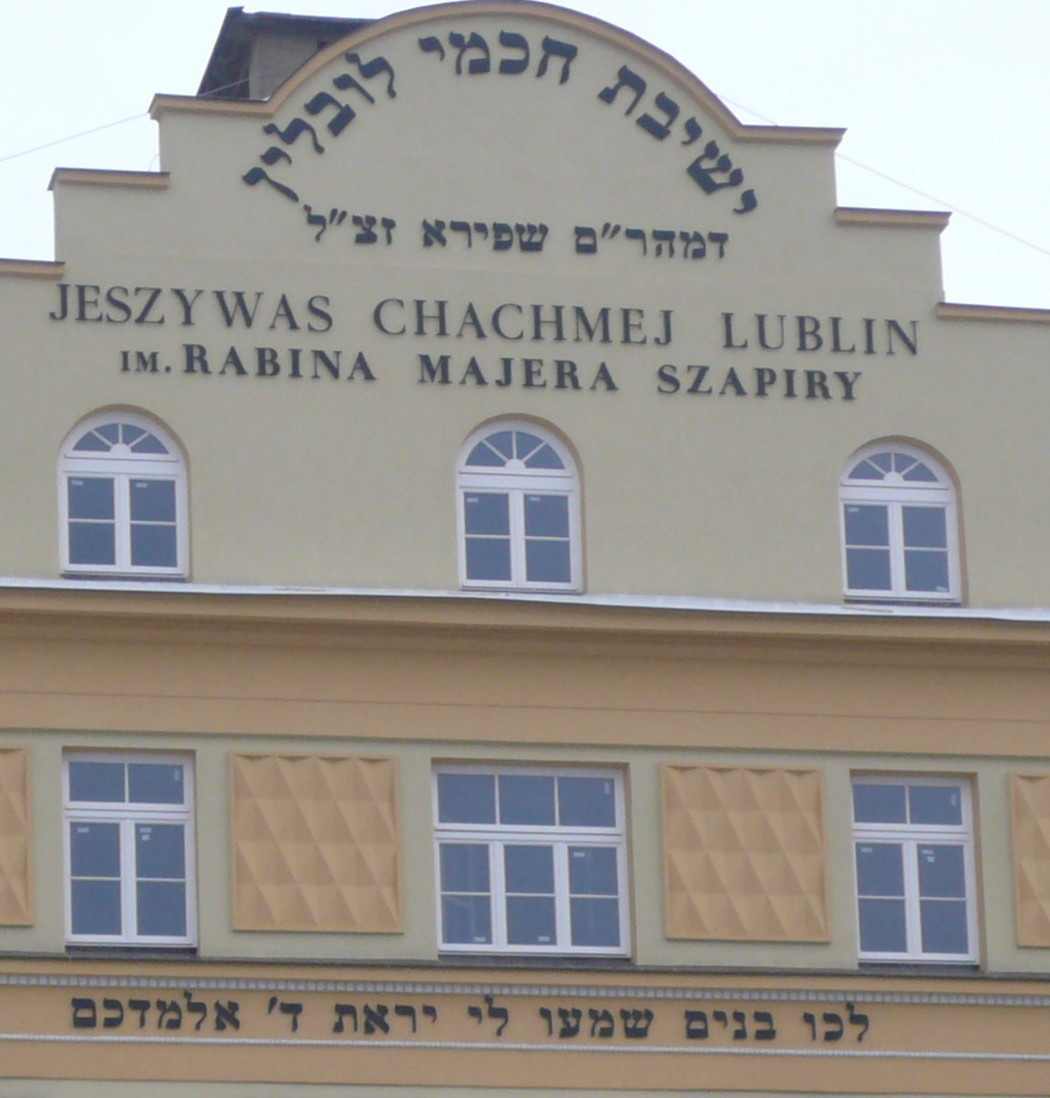
Inschrift

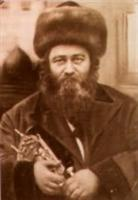
Jehuda Mair Schapira

Chachmei Lublin Jeschiwa ist eine Talmudschule, die von Jehuda Mair Schapira gegründet wurde und sich an der Lubartowska-Straße Nr. 35 (ursprünglich Nr. 57) in Lublin, Polen, befindet. Das 1930 erbaute Gebäude wurde von den Nationalsozialisten demoliert, später wieder restauriert und steht heute unter Denkmalschutz. In dem Synagogen- und Schul-Gebäude befinden sich das erste Museum zum Chassidismus in Europa und ein Hotel.

## Geschichte
Lublin hat eine lange jüdische Tradition, die bis ins 14. Jahrhundert zurückreicht. Das im Jahr 1336 von König Kasimir erteilte „Judenprivileg“ förderte die Ansiedlung von Juden, auch von Gelehrten. Mit der Jeschiwa Chachmei gründete Meir Shapiro 1930 die weltweit größte Talmudschule. Der Einweihungsfeier wohnten mehr als 20.000 Personen bei.
1939 waren etwa 40 % der Einwohner Lublins Juden, insgesamt rund 40.000 Personen. Die meisten starben während des Holocausts in Bełżec und Majdanek; das jüdische Viertel wurde zerstört. Das Jeschiwagebäude blieb allerdings erhalten. Das Schicksal ihrer sehr bedeutenden Bibliothek war lange unklar, und es gab Berichte, ihr Bestand sei komplett verbrannt worden. Dies erwies sich jedoch als nicht richtig. Zahlreiche Bücher des Bestands haben sich, zerstreut durch ganz Europa, wieder angefunden, darunter zwei in der Bibliothek der Freien Universität Berlin, die Ende 2022 restituiert wurden.
Nach Ende des Krieges wurde das Gebäude bis 2003 von der Medizinischen Akademie Lublins genutzt und dann der Warschauer jüdischen Gemeinde zurückerstattet, um unter anderem wieder als Synagoge genutzt zu werden. Jeschiwa, Synagoge, Bibliothek und Museum wurden restauriert bzw. eingerichtet. Als am 11. Februar 2007 die Torarolle in die Synagoge gebracht wurde, waren diese Arbeiten allerdings noch nicht abgeschlossen. Zu der Zeremonie waren auch Absolventen der Jeschiwa eingeladen, die ihre Ausbildung vor dem Zweiten Weltkrieg beendet hatten.

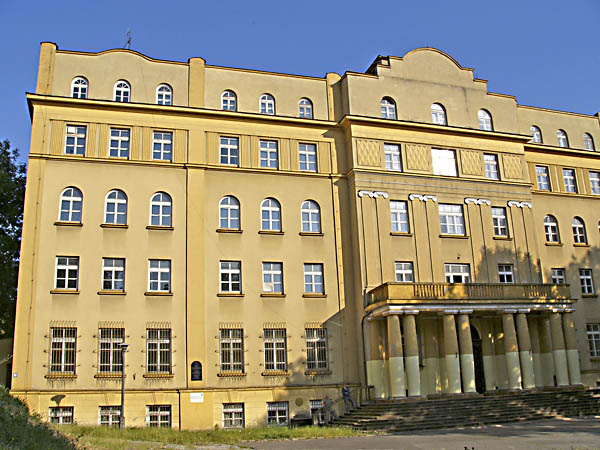
Gebäude der Chachmei Lublin Yeshiva mit Synagoge
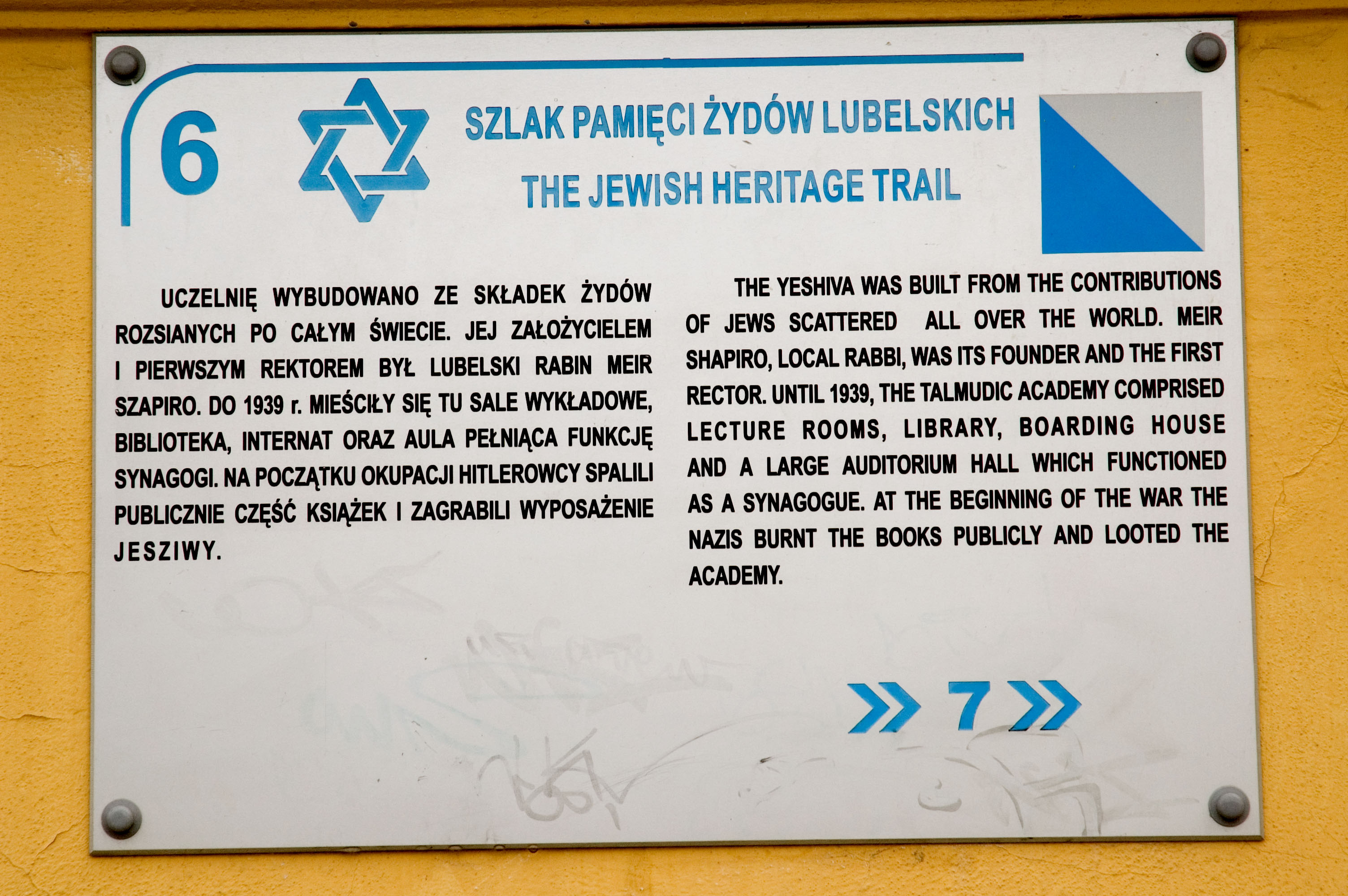
Inschrift am Gebäude in polnischer und englischer Sprache